# Robert van 't Hoff
Robert van 't Hoff (5 de noviembre de 1887-25 de abril de 1979) fue un arquitecto y diseñador de muebles neerlandés. Su Villa Henny, diseñada en 1914, fue una de las primeras casas modernas y una de las primeras en ser construida con hormigón armado. Desde 1917 fue un miembro influyente del movimiento De Stijl.
Aunque nació en el seno de una familia de confortable clase media, se casó con una rica heredera, y por un tiempo fue capaz de subvencionar la publicación de la revista De Stijl, van't Hoff fue miembro del Partido Comunista de los Países Bajos en los años siguientes a la Primera Guerra Mundial. Tras el fracaso de la convocatoria de la Pieter Jelles Troelstra para una revolución socialista en los Países Bajos en 1919, van't Hoff se separó del fundador de De Stijl Theo van Doesburg y se retiró de la actividad artística, se declaró a sí mismo un "ex-arquitecto" en 1922, y destinó gran parte del resto de su vida a la promoción de comunidades anarquistas experimentales. 

## Biografía

### Vida y educación temprana
Van 't Hoff nació en Róterdam, hijo de un eminente bacteriólogo. Creció en el seno de una clase media culta. Su madre, interesada en las artes visuales, era amiga del pintor Willem Arnoldus Witsen, mientras que su padre era amigo del psiquiatra Frederik van Eeden. Desde 1898 Robert acompañó a sus padres en sus visitas a la utópica comuna Walden de Eeden cerca de Bussum. 
La familia se mudó a Bilthoven en 1904. Al año siguiente, Robert ayudó en la construcción de una casa para una de sus tías y decidió formarse como un arquitecto. 
En 1906, con el asesoramiento de un arquitecto amigo de su padre, van 't Hoff viajó a Inglaterra para estudiar arquitectura en la Escuela de Arte de Birmingham. Ésta había sido un importante centro del movimiento Arts and Crafts desde su reorganización por Edward R. Taylor en la década de 1880. Estudiando bajo William Bidlake, recibió la influencia de las teorías de la William Lethaby y el trabajo de la Escuela de Glasgow. También trabajó en la oficina de arquitectura progresiva de Herbert Tudor Buckland. 
Desde 1911 a 1914 van 't Hoff estudió en la Architectural Association de Londres, donde fue amigo del pintor cubista y futurista David Bomberg y a través de él se familiarizó con la labor de la vanguardia de Omega Talleres.

### Principios de su carrera
Las primeras obras construidas de Van’ t Hoff fueron diseñadas mientras se encontraba todavía en Inglaterra. Løvdalla, una casa construida para sus padres en Huis ter Heide cerca de Utrecht que se terminó en 1911, recuerda a algunos de los trabajos de Buckland en Edgbaston, mientras que De Zaaieres un modelo de caserío construido en Lunteren que se terminó en 1913, con un diseño claramente holandés. La tercera casa de Van´t Hoff, construida para el artista Juan Augusto en la Mallord Street nº 28 de Chelsea (Londres), después de que los dos se reunieran por casualidad en el bar, fue diseñada y construida en 1913. 

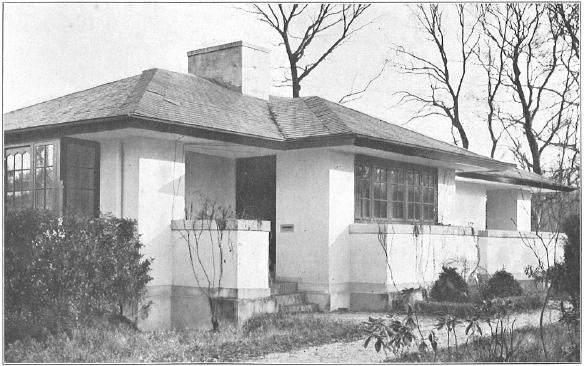
Villa Verloop, Huis ter Heide. 1915-1916.

En 1913 van 't Hoff recibió de su padre una copia de una traducción al alemán del Portfolio Wasmuth de Frank Lloyd Wright que le causó una profunda impresión, y en junio de 1914 viajó a los Estados Unidos para ver la labor de Wright en persona, visitando el Unity Temple, Taliesin , los jardines Midway, el Larkin Administration Building y las casas suburbanas de Wright en Oak Park (Illinois). Van 't Hoff y Wright discutieron su colaboración en un proyecto de galería de arte en Long Island, Nueva York que van' t Hoff había recibido a través de su relación con Augustus John, pero el proyecto no avanzó y van 't Hoff regresó a Europa.
El primer trabajo de Van 't Hoff a su regreso desde los Estados Unidos fue la “Villa Verloop', una casa de veraneo en Huis ter Heide, cuyo diseño tienen la inconfundible influencia de las Casas Prairie de Wright. Más notable fue, sin embargo, su Villa Henny que fue una casa con gran interés idealista y experimental tanto por su diseño como por su ejecución. Una de las primeras casas construidas íntegramente con hormigón armado, en la Villa Henny hizo muestra de una gran libertad estética, lo que está presente en su techo plano, voladizos, retroceso de las paredes y un esquema geométrico que presentan un perfil claramente moderno en comparación con el naturalismo rústico de sus anteriores diseños. La Villa Henny introdujo a van't Hoff en la vanguardia internacional como figura importante en el nuevo movimiento moderno, atrayendo la atención del grupo emergente De Stijl.

### De Stijl

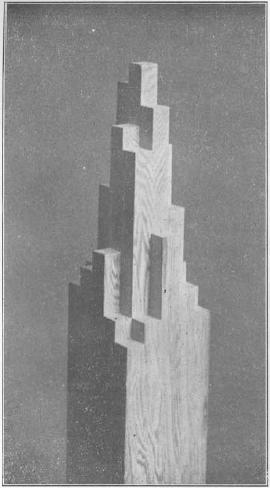
Banister post, c. 1919.

Van't Hoff probablemente se reunió con el fundador de De Stijl, Theo van Doesburg a mediados de 1917. Sus radicales puntos de vista sobre el arte y la sociedad tuvieron una afinidad natural y a finales de año van 't Hoff mantuvo correspondencia regular con van Doesburg y otros miembros del movimiento, incluyendo Vilmos Huszár y J. J. P. Oud. En los siguientes dos años escribió cinco artículos en la revista De Stijl, tres ensayos radicales sobre el futuro de la arquitectura y de dos piezas críticas sobre edificios de Jan Wils y Antonio Sant'Elia. Van´t Hoff pasó a apoyar financieramente la revista después de que van Doesburg se separara de su editor original dada su insistencia en tener un editor de arquitectura. 
El trabajo en diseño de van't Hoff también se ve ampliado en este tiempo: pública los diseños de balaustres y sillas, y en 1918 diseña una casa, que bautiza como De Stijl y en la que vivió junto con su esposa después de su matrimonio en julio. Esta casa fue concebida como un intento de "seguir en la nueva dirección", y participó en todos los aspectos de su diseño interior y exterior incluido el mobiliario y accesorios. La preferencia de Van't Hoff por Bart van der Lek sobre van Doesburg para pintar su interior fue la primera señal de tensión entre los dos, pero el encargo a Van Doesburg de un esquema de color para el interior de una casa estaba diseñado para el pacifista y anarquista Bartholomeus (Bart) de Ligt en Lage Vuursche sugería que sus desencuentros no eran graves.
Durante 1918 y 1919 la postura ideológica de van 't Hoff se endureció a la luz de la reciente Revolución Rusa. Sus trabajos de diseño, se alejaron en este momento de las casas particulares y consistieron principalmente en diseños irrealizados para viviendas prefabricadas en masa, en asociación con el arquitecto de Utrecht, P.. J. C. Klaarhamer. En 1919 se incorporó al Partido Comunista de los Países Bajos y organizó un programa de intercambio con artistas de la Unión Soviética, haciendo su posición política clara en una carta a su compañero comunista Chris Beekman: "Estoy convencido de que tendremos un gobierno soviético, a pesar de que la transición tendrá su costo en algunas de nuestras vidas". 
Los intentos de Van't Hoff por influir en el grupo De Stijl en una dirección política más expresiva fue frustrante. El primer manifiesto de De Stijl, publicado en noviembre de 1918, fue interpretado por la mayoría de los miembros del grupo, como una gran declaración artística, más que el documento revolucionario que van 't Hoff. Van't Hoff criticó a Van Doesburg en el verano de 1919 por su exposición individual en lugar de mantener un compromiso exclusivo con el colectivo De Stijl. En octubre de 1919 Van Doesburg no firmó la petición para el libre intercambio de correos con la Unión Soviética que había sido firmado por los principales artistas y diseñadores holandeses y esto le llevó a van 't Hoff a tomar una decisiva y final separación de los dos De Stijl y van Doesburg, y comentó que "En Rusia se ejecute a esas personas".

### Evolución posterior
Desilusionado con el potencial revolucionario de la vanguardia artística, van 't Hoff vendió su casa y se trasladó a Laren en la Holanda Septentrional en 1920, donde construyó dos casas pequeñas para él y sus padres. En ellas, algunos muebles y diseño de interiores fueron realizados por Chris Beekman y Gerrit Rietveld aunque van 't Hoff se había distanciado de su anterior estilo de vida artística. En el décimo aniversario de la revista De Stijl presentó una carta abierta firmada como "Robert Van. ('T Hoff)., Ex-arquitecto". 
En 1922 van 't Hoff se trasladó a Londres con su familia, dedicando gran parte de los siguientes cinco años en la promoción de sus ideas comunistas y anarquistas. En 1926 publicó un manifiesto llamado abolición, en el cual pide un levantamiento en masa, y en 1928 fue invitado por el filántropo radical Americano Charles Garland para rediseñar los edificios de una comuna utópica en Coopersburg, Pensilvania, sin embargo no se pusieron de acuerdo con los diseños propuestos 
Van 't Hoff mantuvo algunos enlaces con De Stijl durante este periodo - continuando su correspondencia con J. J. P. Oud, reuniéndose con Piet Mondrian en París en 1931 y financiando la última revista de Stijl en 1932. El bombardeo de Coventry en 1940 tocó profundamente a van 't Hoff, que conocía la ciudad desde sus días de estudio en Birmingham, y diseñó una gran asociación comunal de viviendas con la esperanza de que la ciudad podría ser reconstruida de acuerdo con sus ideales progresistas. No obstante, sus últimos años en Inglaterra se caracterizaron por el aumento del rechazo a sus ideas.